# Stanisław Maciej Krosnowski

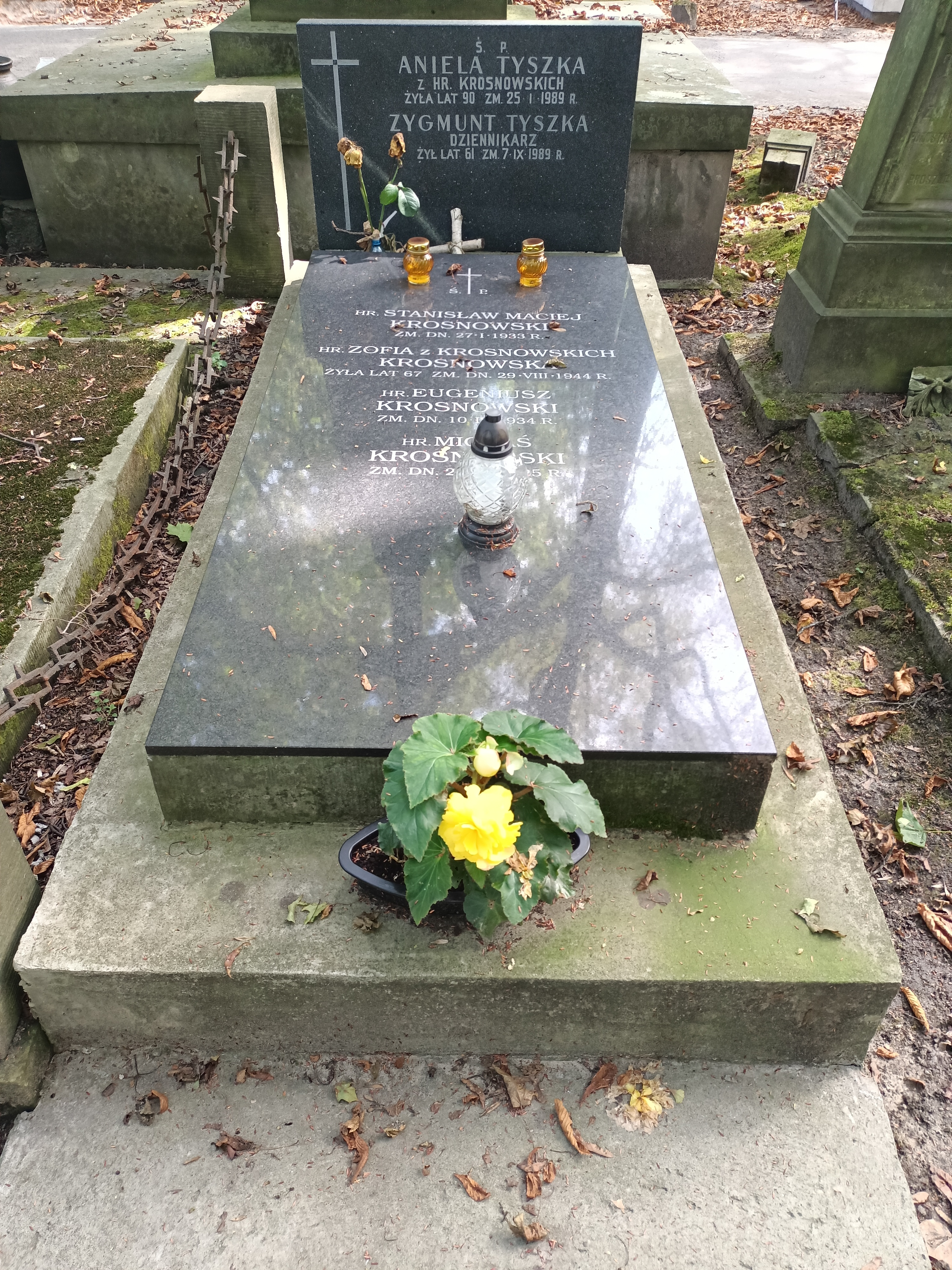
Grób Stanisława Macieja Krosnowskiego na Cmentarzu Powązkowskim

Stanisław Maciej Krosnowski, herbu Junosza (ur. 24 lutego 1865 w Lipnie - zm. 27 stycznia 1933 w Warszawie) – polski inżynier chemik, wykładowca petersburskiego Instytutu Technologicznego.

## Życie
Ukończył szkołę realną w Warszawie. Następnie studiował na Wydziale Chemiczno-Technicznym Politechniki w Zurychu, który ukończył w 1887. Następnie w 1888 przeniósł się do Petersburga, gdzie studiował w Instytucie Technologicznym, ale studiów nie ukończył. W latach 1896–1897 Krosnowski był dyrektorem zarządzającym Fabryki Tkanin K. Phala w Petersburgu. Od 1897 do 1904 był także właścicielem farbiarni. Był także w latach 1904-1911 wraz z Leonidem G. Bogajewskim (1858–1911),współwłaścicielem fabryki wyrobów chemicznych, produkującej barwniki i preparaty techniczne. Po jego śmierci wznowił produkcję po wybuchu I wojny światowej i wobec embarga na dostawy z Niemiec zaopatrywał rosyjskie farbiarnie w barwnik siarkowy khaki. W latach 1900–1918 był laborantem a następnie asystentem i przy katedrze technologii farbiarstwa i barwników Instytutu Technologicznego w Petersburgu. W 1905 r. otrzymał rangę radcy tytularnego, a w 1916 r. został asesorem kolegialnym.
Brał czynny udział w życiu polskiej Polonii w Petersburgu, był członkiem wielu organizacji charytatywnych i samopomocowych, m.in. Towarzystwa Niesienia Pomocy Niezamożnym Uczniom Gimnazjum św. Katarzyny oraz członkiem honorowym Polskiej Macierzy Szkolnej. Po wybuchu I wojny światowej zaangażował się w pomoc na rzecz polskich uchodźców i jeńców wojennych z armii pruskiej i austro-węgierskiej. W latach 1917–1918 udzielał schronienia wielu zagrożonych aresztowaniami Polakom. Był także znanym kolekcjonerem antyków i dzieł sztuki. Zbierał m.in. prace polskich artystów, wykupywał zastawy, wymieniał eksponaty. Na jego zbiór składały się obrazy (m.in. dzieła flamandzkich mistrzów), rzeźby, gobeliny, meble i rzemiosło artystyczne oraz kilka obrazów z kolekcji króla Stanisława Augusta Poniatowskiego. W 1917 przekazał swoją kolekcję na rzecz Komisji Likwidacyjnej do spraw Królestwa Polskiego kierowanej przez Aleksandra Lednickiego co uchroniło ją przed nacjonalizacją.
Pod koniec1918 powrócił do kraju i zamieszkał w Warszawie, najpierw przy al. Szustra 52, a następnie jako zasłużony dla kultury polskiej w pałacu Pod Blachą przy Zamku Królewskim. W latach 1918–1922 wykorzystując wszystkie dostępne środki (w tym osobistą znajomość z Leninem) z powodzeniem przeprowadził operację rewindykacji na rzecz Polski swojej kolekcji. Jej zbiory wystawiano m.in. w Warszawie na Zamku Królewskim, gdzie zdobiły Garderobę Królewską, pokój „Żółty” i pokój „Zielony” i w pałacu Rady Ministrów, na Wawelu oraz na dawnym Zamku Cesarskim w Poznaniu. Przed 1939 r. zbiory fundacji rozmieszczone były w kilkunastu budynkach państwowych oraz znajdowały się na ekspozycji kilku muzeów w Warszawie.
Był członkiem Rady Nadzorczej i Komitetu Wykonawczego warszawskiego Banku dla Handlu i Przemysłu. Pomimo ambitnych planów oraz wynalazków nie dysponując odpowiednim kapitałem nie był w stanie osiągnąć powodzenia w branży chemicznej. Zmarł, ciężko chory na serce.  Pochowany został na cmentarzu Powązkowskim (kw. 56, rz. 2, m. 5).

### Odznaczony
- Krzyż Komandorski Orderu Polonia Restituta (3 maja 1925)[1].

## Życie prywatne
Był synem lekarza guberni płockiej Michała Juliana (1832–1871) i Anieli Ludwiki ze Strzegowskich (ur. ok. 1830). Ożenił się z córką polskiego matematyka Mariana Wojciecha Krosnowskiego (1831-1891) - Zofią Sarą (1877-1944). Mieli dzieci, pięciu synów Juliana (1897–1920), Eugeniusza (1899 –1934), Zygmunta (1901–1987), Michała (1916– 1925) i Mariana (1916–1971) oraz trzy córki: Anielę (1898 –1989), żonę Kazimierza Tyszki, Zofię (1904–1967), żonę Zygmunta Brienstiern-Pfanhausera, i Izabelę (1905–1944).